# Gustav Hartenstein (Jurist)

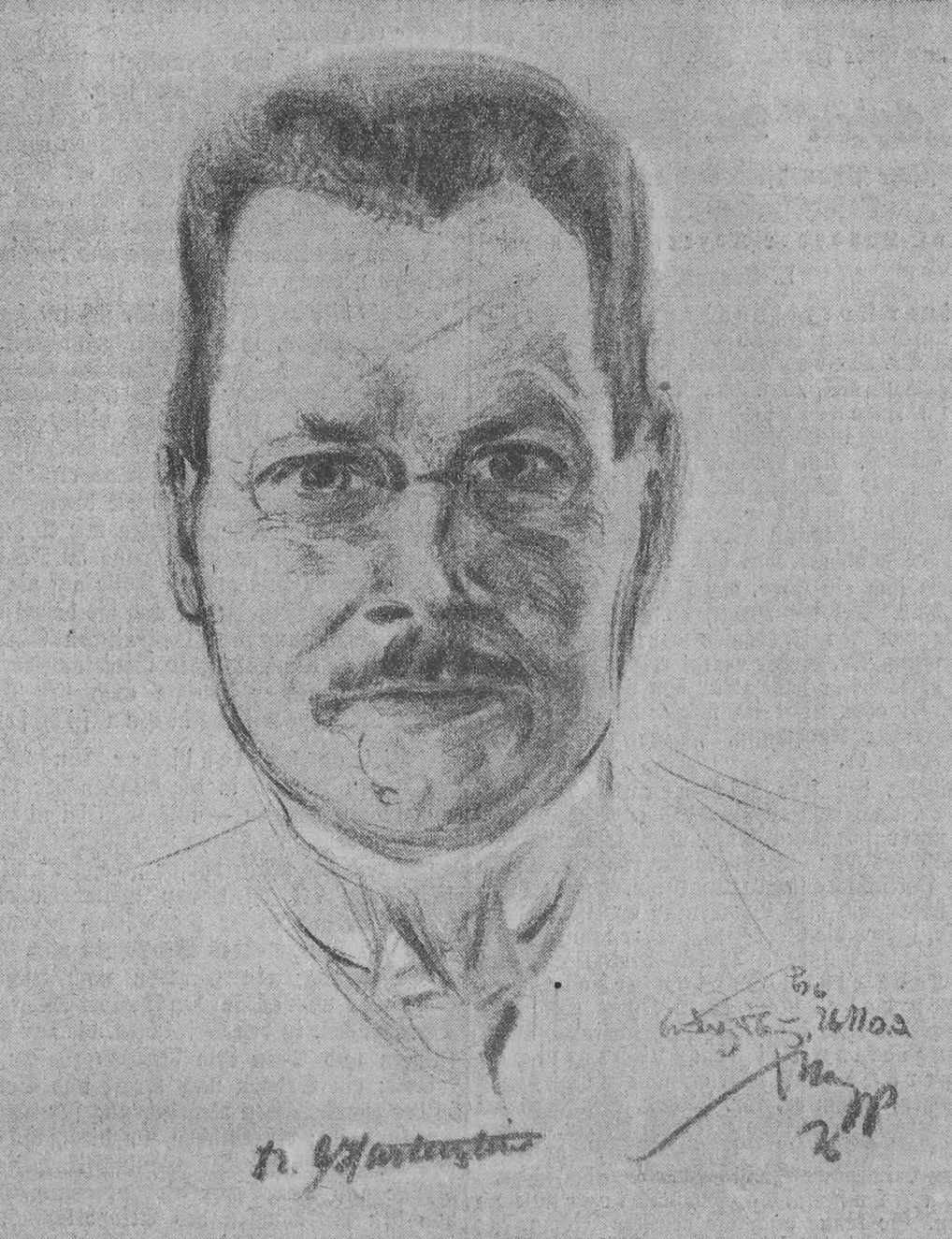
Gustav Hartenstein, gezeichnet von Emil Stumpp

Gustav Hartenstein (* 3. November 1864 in Cannstatt; 3. Dezember 1926 in Ludwigsburg) war ein württembergischer Jurist, Landtagsabgeordneter und Oberbürgermeister von Ludwigsburg. 

## Leben
Hartenstein war der Sohn des Kaufmanns und Landtagsabgeordneten Karl Hartenstein (1825–1887) und dessen Frau Marie, geb. Zahn (1833–1882). Er besuchte die Lateinschule in Cannstatt und die Evangelisch-theologischen Seminare in Schöntal und Bad Urach. Nach dem Einjährig-Freiwilligen Jahr Militärdienst studierte er zunächst Philologie an der Universität Tübingen, ab 1884 dann Jura in Tübingen und Berlin. Nach den beiden Juristischen Staatsprüfungen (1888 und 1892) und der Referendarzeit war er ab 1893 als Hilfsrichter in Schwäbisch Gmünd, Geislingen und Rottweil sowie bei der Staatsanwaltschaft Stuttgart tätig. Im Oktober 1893 wurde er Vorsitzender des Gewerbegerichts und des städtischen Arbeitsdiensts in Stuttgart. 1897 wurde er zum Oberbürgermeister von Ludwigsburg gewählt. 
Hartenstein gehörte der Volkspartei, ab 1910 der Fortschrittlichen Volkspartei an. Im Ersten Weltkrieg war er ab 1916 im Kriegsdienst an der Front. 1918 schloss er sich der Deutschen Demokratischen Partei an. Hartenstein gehörte von 1912 bis 1920 dem Württembergischen Landtag an. Er bekleidete daneben weitere Posten in der Wirtschaft und in verschiedenen Vereinen, so war er von 1897 bis 1899 Vorsitzender des Historischen Vereins Ludwigsburg und gehörte dem Aufsichtsrat der Neckarwerke AG Esslingen an.

## Ehrungen
- Ritterkreuz des Ordens der württembergischen Krone
- Ritterkreuz I. Klasse des Friedrichs-Ordens
- Silberne Karl-Olga-Medaille
- Landwehr-Dienstauszeichnung II. Klasse.